# 长谷川九仁广
长谷川九仁广（長谷川 九仁広），是一名日本色情片（AV）导演。在他漫长的职业生涯里，他一共执导了逾200部影片。

## 生平与职业生涯
至少早在1987年6月长谷川九仁广执导，为由Kaoru Adachi于前一年刚刚成立的V&R计划工作室捧红女演员中泽庆子之时，他便已经开始执导成人电影。1989年，长谷川九仁广仍在为V&R计划工作室效力，但也开始为另一家早期AV工作室VIP工作。到1991年3月，长谷川九仁广为Alice Japan公司导演了影片《强奸狂》。长谷川九仁广的职业生涯中，为Alice Japan公司效力的时间很久，在此期间他为这家工作室执导了逾100部影片。
1992年，新AV工作室Max-A成立之时，长谷川九仁广执导了此工作室“Samansa”厂牌下的第一部影片，以AV女優白石瞳为主演。1990年代，长谷川九仁广一直在为Alice Japan、VIP、Max-A、Shy Plan、宇宙企劃以及VIP的后继，Atlas21工作室执导。
早在1996年9月，长谷川九仁广已经开始为TMC执导非戲院首映软色情作品《新亚马逊丛林的洛丽塔》（ネオアマゾネス　密林のロリータ），在2005年到2006年这段时期，他完成了超过20部非戏院首映影片。同在2006年，长谷川九仁广执导了历史背景在江户时代的历史古装片《内宫：猥亵之战》（The Inner Palace: Indecent War），该影片由Max-A于2006年7月发布，厂牌为“DoraMax”。这部影片发行了硬色情和稍短的R-15软色情两个版本。续作《内宫：战争之花》（The Inner Palace: Flower of War）（亦由长谷川九仁广执导）也同样发行了硬色情和软色情版本。2009年5月，这两部视频的四小时数字复刻版发行了。
在漫长的成人电影工业职业生涯中，长谷川九仁广曾与许多AV女优共事，其中包括早期的中泽惠子、白石瞳与樱树Rui与晚期明星蒼井空、麻美由真、金澤文子、及川奈央、立花里子、Rio、梦野Maria与其他一些人。
除了重新发行早期的AV作品外，他最近的所有活动似乎都在非戲院首映电影领域。